# 索尼NEX-3N
索尼 NEX-3N是索尼于2013年2月20日首次公开的一款α品牌可交換鏡頭式數位相機。作为NEX-F3的后续产品，在外观上NEX-3N与前者相比有多处改进，而其与NEX-F3最大的不同在于NEX-3N取消了机顶扩展插槽，并在快门按键下新增类似一般消费相机使用的电动变焦杆，配合电子变焦镜头可以带来相较于手动变焦而言更为平滑的电动变焦功能，与NEX-F3同样有弹出式内建闪光灯，但闪光灯被移动至镜头接口的正上方，采用一块简化转轴机构的可翻转显示屏支持向上翻转180°。